# Nycterosea angustata
Nycterosea angustata là một loài bướm đêm trong họ Geometridae.